# رندی (نام)
رندی یک نام کوچک است و ممکن است به یکی از موارد زیر اشاره داشته باشد:

## مردان
- رندی بارنز
- رندی بری
- رندی بلایث
- رندی کاستییو
- رندی کوچار
- رندی هریسون
- رندی جکسون
- رندی میسنر
- رندی نیومن
- رندی اورتن
- رندی کواید
- رندی پاش
- رندی رودز
- رندی سوج
- رندی تراویز
- رندی وین

## زنان
- رندی کرافرد